# پارومنی
پارومنی (به لاتین: Paromny) یک منطقهٔ مسکونی در روسیه است که در استان آستراخان واقع شده‌است.